# Őz a pataknál
Az Őz a pataknál Gustave Courbet tájképe, amely a Fort Worth-i Kimbell Art Museum gyűjteményének része.

## Keletkezése
Gustave Courbet elkötelezett vadász volt, és a szenvedélyben osztozó vevői számára számos az Őz a pataknál című festményhez hasonló képet festett. Ezekben közös, hogy a szemlélő úgy érezheti, mintha észrevétlenül közelítené meg zsákmányát. A művész az ilyen képekkel demonstrálhatta képességét a gyors megfigyelésre és ábrázolásra, hiszen az ijedős őzek csak rövid ideig álltak modellt. Ebben a tekintetben Courbet állta a versenyt az 1860-as években feltűnő új generációval, benne Édouard Manet-val, Edgar Degas-val, Claude Monet-val és Pierre-Auguste Renoirral, amely a mozgalmas, gyorsan változó városi utcaképet és a lóversenypályákon zajló versenyeket örökítette meg.
Courbet híres volt arról, hogy az előimpresszionista stílusnak megfelelően közvetlenül természet után fest, de ez nem vonatkozott minden egyes képére. Az 1868-as Őz a pataknál című képén szereplő állat például ugyanabban a pózban van, mint amilyen már Courbet egy 1866-os tájképén is láthatót, ez a festmény ma a Musée d’Orsay-ban van. A művész 1866-ban levelet írt szüleinek, amelyben arról tájékoztatta őket, hogy kölcsönzött modellnek néhány őzt egy párizsi, vadhúst forgalmazó hentestől.
A festmény első tulajdonosa a francia Albert de Curel őrgóf volt, majd német, brit és svájci gyűjteményekbe került. A Kimbell Art Foundation egy svájci kollekcióból vásárolta meg 1968-ban.